# Erebochlora ruficostaria
Erebochlora ruficostaria är en fjärilsart som beskrevs av W. Warren 1904. Erebochlora ruficostaria ingår i släktet Erebochlora och familjen mätare. Inga underarter finns listade i Catalogue of Life.